# Qatar op de Olympische Zomerspelen 2020
Qatar nam deel aan de Olympische Zomerspelen 2020 in Tokio, Japan.

## Medailleoverzicht
| Medaille | Naam                         | Sport          | Onderdeel        | Datum      |
| -------- | ---------------------------- | -------------- | ---------------- | ---------- |
| Goud     | Fares Ibrahim                | Gewichtheffen  | -96kg (m)        | 31 juli    |
| Goud     | Mutaz Essa Barshim           | Atletiek       | hoogspringen (m) | 1 augustus |
|          |                              |                |                  |            |
| Brons    | Cherif Younousse Ahmed Tijan | Beachvolleybal | beach (m)        | 7 augustus |

## Atleten
| sport         | mannen | vrouwen | totaal |
| ------------- | ------ | ------- | ------ |
| Atletiek      | 7      | 1       | 8      |
| Gewichtheffen | 1      | 0       | 1      |
| Judo          | 1      | 0       | 1      |
| Roeien        | 0      | 1       | 1      |
| Schietsport   |        | 1       | 1      |
| Volleybal     | 2      | 0       | 2      |
| Zwemmen       | 1      | 1       | 2      |
| totaal        | 13     | 3       | 16     |

## Sporten

### Atletiek
Mannen
Loopnummers
| atleet                  | onderdeel    | series  | series | kwartfinale | kwartfinale | halve finale   | halve finale   | finale         | finale         |
| atleet                  | onderdeel    | tijd    | rang   | tijd        | rang        | tijd           | rang           | tijd           | rang           |
| ----------------------- | ------------ | ------- | ------ | ----------- | ----------- | -------------- | -------------- | -------------- | -------------- |
| Femi Ogunode            | 100 m        | bye     | bye    | 10,02       | 2 Q         | 10,17          | 8              | niet geplaatst | niet geplaatst |
| Femi Ogunode            | 200 m        | 20,37   | 1 Q    | n.v.t.      | n.v.t.      | 20,34          | 5              | niet geplaatst | niet geplaatst |
| Abubaker Haydar Abdalla | 800 m        | 1.47,45 | 6      | n.v.t.      | n.v.t.      | niet geplaatst | niet geplaatst | niet geplaatst | niet geplaatst |
| Abdirahman Saeed Hassan | 1500 m       | DNF     | DNF    | n.v.t.      | n.v.t.      | niet geplaatst | niet geplaatst | niet geplaatst | niet geplaatst |
| Adam Ali Musab          | 1500 m       | 3.42,55 | 15     | n.v.t.      | n.v.t.      | niet geplaatst | niet geplaatst | niet geplaatst | niet geplaatst |
| Abderrahman Samba       | 400 m horden | 48,38   | 1 Q    | n.v.t.      | n.v.t.      | 47,47 SB       | 2 Q            | 47,12 SB       | 5              |

Technische nummers
| atleet                | onderdeel      | kwalificaties | kwalificaties | finale         | finale         |
| atleet                | onderdeel      | afstand       | rang          | afstand        | rang           |
| --------------------- | -------------- | ------------- | ------------- | -------------- | -------------- |
| Mutaz Essa Barshim    | hoogspringen   | 2,28          | 1 q           | 2,37 SB        | Goud           |
| Ashraf Amgad El-Seify | kogelslingeren | 71,84         | 26            | niet geplaatst | niet geplaatst |

Vrouwen
Loopnummers
| atleet                   | onderdeel | series   | series | kwartfinale    | kwartfinale    | halve finale   | halve finale   | finale         | finale         |
| atleet                   | onderdeel | tijd     | rang   | tijd           | rang           | tijd           | rang           | tijd           | rang           |
| ------------------------ | --------- | -------- | ------ | -------------- | -------------- | -------------- | -------------- | -------------- | -------------- |
| Bashair Obaid Al-Manwari | 100 m     | 13,12 PB | 6      | niet geplaatst | niet geplaatst | niet geplaatst | niet geplaatst | niet geplaatst | niet geplaatst |

### Gewichtheffen
Mannen
| atleet        | onderdeel | trekken | trekken | stoten | stoten | totaal | rang |
| atleet        | onderdeel | score   | rang    | score  | rang   | totaal | rang |
| ------------- | --------- | ------- | ------- | ------ | ------ | ------ | ---- |
| Fares Ibrahim | -96 kg    | 177     | 2       | 225    | 1      | 403    | Goud |

### Judo
Mannen
| atleet           | onderdeel | eerste ronde         | tweede ronde         | derde ronde          | kwartfinale          | halve finale         | herkansing           | finale / BM          | finale / BM    |
| atleet           | onderdeel | tegenstander uitslag | tegenstander uitslag | tegenstander uitslag | tegenstander uitslag | tegenstander uitslag | tegenstander uitslag | tegenstander uitslag | rang           |
| ---------------- | --------- | -------------------- | -------------------- | -------------------- | -------------------- | -------------------- | -------------------- | -------------------- | -------------- |
| Ayoub El-Idrissi | −66 kg    | n.v.t.               | Minkou V 00-10       | niet geplaatst       | niet geplaatst       | niet geplaatst       | niet geplaatst       | niet geplaatst       | niet geplaatst |

### Roeien
Vrouwen
| atleet        | onderdeel | series  | series | herkansingen | herkansingen | kwartfinale | kwartfinale | halve finale | halve finale | finale  | finale |
| atleet        | onderdeel | tijd    | rang   | tijd         | rang         | tijd        | rang        | tijd         | rang         | tijd    | rang   |
| ------------- | --------- | ------- | ------ | ------------ | ------------ | ----------- | ----------- | ------------ | ------------ | ------- | ------ |
| Tala Abujbara | skiff     | 8.06,29 | 5 H    | 8.16,88      | 3 HE/F       | n.v.t.      | n.v.t.      | 8.24,24      | 1 FE         | 8.00,22 | 25     |

Legenda: FA=finale A (medailles); FB=finale B (geen medailles); FC=finale C (geen medailles); FD=finale D (geen medailles); FE=finale E (geen medailles); FF=finale F (geen medailles); HA/B=halve finale A/B; HC/D=halve finale C/D; HE/F=halve finale E/F; KF=kwartfinale; H=herkansing

### Schietsport
Mannen
| atleet              | onderdeel | kwalificaties | kwalificaties | finale         | finale         |
| atleet              | onderdeel | punten        | rang          | punten         | rang           |
| ------------------- | --------- | ------------- | ------------- | -------------- | -------------- |
| Mohammed Al-Rumaihi | trap      | 121           | 13            | niet geplaatst | niet geplaatst |

### Volleybal

#### Beachvolleybal
Mannen
| atleten                      | onderdeel | eerste ronde                                                                                   | eerste ronde | herkansing           | achtste finale                            | kwartfinale                   | halve finale                             | finale / BM                   | finale / BM |
| atleten                      | onderdeel | tegenstander uitslag                                                                           | stand        | tegenstander uitslag | tegenstander uitslag                      | tegenstander uitslag          | tegenstander uitslag                     | tegenstander uitslag          | rang        |
| ---------------------------- | --------- | ---------------------------------------------------------------------------------------------- | ------------ | -------------------- | ----------------------------------------- | ----------------------------- | ---------------------------------------- | ----------------------------- | ----------- |
| Ahmed Tijan Cherif Younousse | mannen    | Heidrich – Gerson W 21-17, 21-16 Carambula – Rossi W 24-22, 21-13 Gibb – Bourne W 21-18, 21-17 | 1 Q          | bye                  | Dalhausser - Lucena W 14-21, 21-19, 15-11 | Lupo - Nicolai W 21-17, 23-21 | Krasilnikov - Stojanovski V 19-21, 17-21 | Pļaviņš - Točs W 21-12, 21-18 | Brons       |

### Zwemmen
Mannen
| atleet               | onderdeel        | series  | series | halve finale   | halve finale   | finale         | finale         |
| atleet               | onderdeel        | tijd    | rang   | tijd           | rang           | tijd           | rang           |
| -------------------- | ---------------- | ------- | ------ | -------------- | -------------- | -------------- | -------------- |
| Abdulaziz Al-Obaidly | 200 m schoolslag | 2.23,22 | 39     | niet geplaatst | niet geplaatst | niet geplaatst | niet geplaatst |

Vrouwen
| atlete      | onderdeel       | series | series | halve finale   | halve finale   | finale         | finale         |
| atlete      | onderdeel       | tijd   | rang   | tijd           | rang           | tijd           | rang           |
| ----------- | --------------- | ------ | ------ | -------------- | -------------- | -------------- | -------------- |
| Nada Arkaji | 50 m vrije slag | DNS    | DNS    | niet geplaatst | niet geplaatst | niet geplaatst | niet geplaatst |